# Tropiska stormen Beryl
Den tropiska stormen Beryl var den andra namngivna stormen och den tredje tropiska stormen i den atlantiska orkansäsongen 2006. Beryl bildades ur ett lågtryck den 18 juli utanför USA:s östkust. Den passerade över land ett fåtal gånger, men orsakade bara minimala skador.

## Stormhistoria

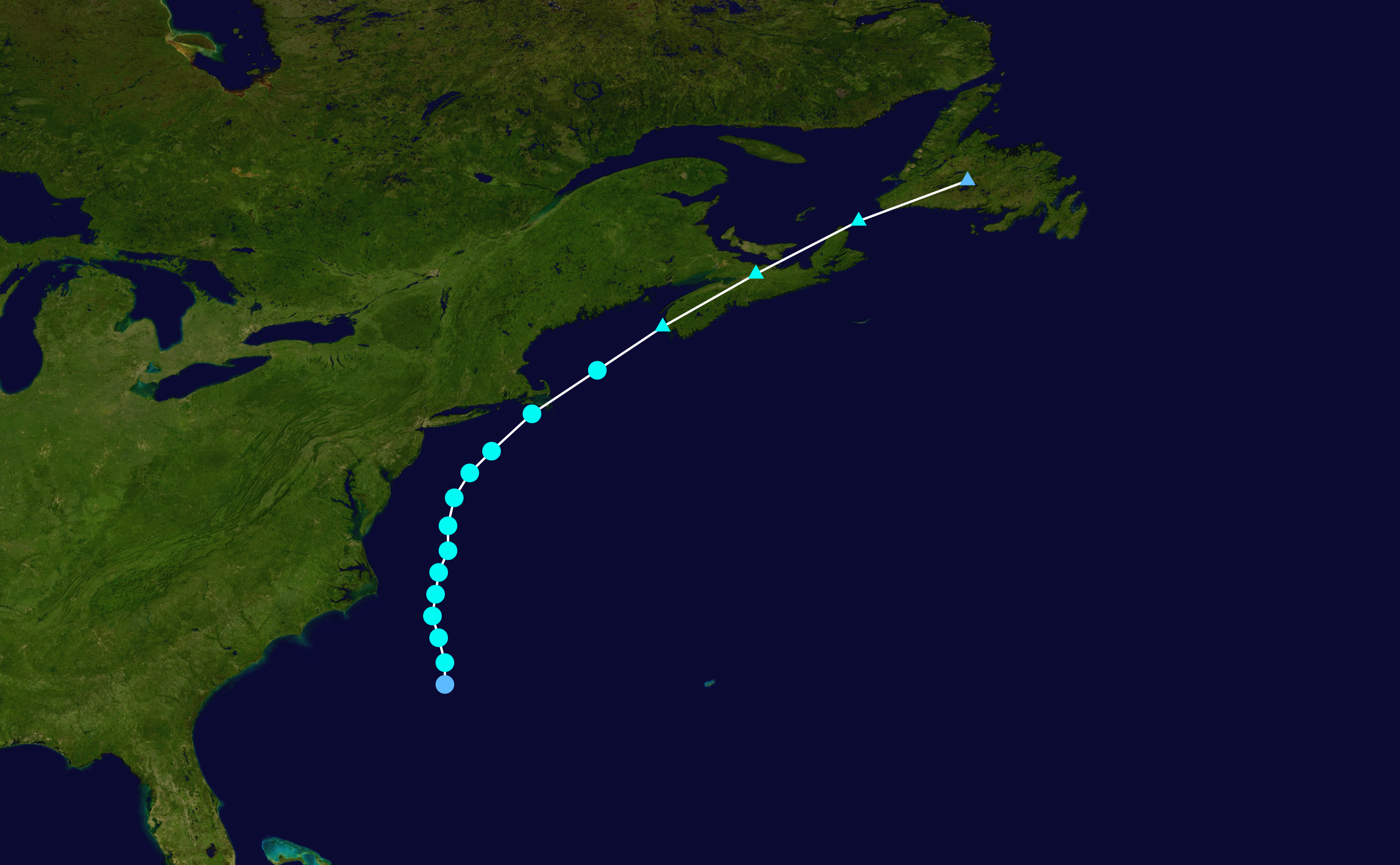
Beryls bana

Den tropiska stormen Beryl bildades ur ett lågtryck utanför USA:s östkust den 18 juli och blev en tropisk storm samma dag. Beryl rörde sig norrut och förstärktes på grund av Golfströmmens varma vatten. Den 21 juli passerar Beryl förbi ön Nantucket, Massachusetts med vindar på 23 m/s. Stormen försvagades alltmer ju längre norr ut den kom på grund av det kallare vattnet och blev snart degraderat till ett lågtryck över Kanada innan den passerade över sydöstra Nova Scotia den 21 juli, där den orsakade minimala skador. Den 22 juli slogs Beryl ihop med ett kallfront över Newfoundland. Resterna av ovädret drog över Atlanten mot Nordeuropa. Det tillhörande frontområdet drog den 29 juli in över Storbritannien och den 31 juli över södra Skandinavien.